# Ale (album Doroty Miśkiewicz)
ALE – czwarty autorski album polskiej wokalistki jazzowej Doroty Miśkiewicz wydany 15 maja 2012 przez Sony Music Entertainment Poland.

## Lista utworów
muzyka: Dorota Miśkiewicz i Marek Napiórkowski
1. „Jakbyś był prawdziwy” sł. Dorota Miśkiewicz
2. „Ten sen” sł. Michał Rusinek, Dorota Miśkiewicz
3. „Samba z kalendarza” sł. Wojciech Młynarski
4. „Zawieszona” sł. Michał Rusinek
5. „Tuńczyk” sł. Dorota Miśkiewicz
6. „W komórce” (+ Wojciech Waglewski) sł. Wojciech Waglewski
7. „Każdego dnia, gdy wstaję...” sł. Dorota Miśkiewicz
8. „Ale (może robisz błąd?)” sł. Grzegorz Turnau
9. „A co sny?” (+ Ewa Bem) sł. Bogdan Loebl
10. „Jasności nie mam” sł. Dorota Miśkiewicz
11. „Świerk” sł. Dorota Miśkiewicz

## Twórcy[3]
- Dorota Miśkiewicz – śpiew, chórki, głosy dodatkowe, shaker z nosa (5), udu z gardła (4) i inne odgłosy paszczowe, skrzypce (1,2,5,6,8,9,10), melodica melodycznie i rytmicznie (3), landrynki w puszce (10), pudełka (10), tacka z monetami (10)
- Marek Napiórkowski – gitara akustyczna, klasyczna (7), elektryczna, barytonowa (2,8), basowa (7), rezofoniczna (11), piccolo (1), mandolina (2,10), chórek (3), klaskanie (1)
- Bogdan Kondracki – programowanie, instrumenty klawiszowe, chórek (1, 3), syntezator Koto (5), klaskanie (1), tamburyn (6)
- Ewa Bem – śpiew (9)
- Wojciech Waglewski – śpiew (6)
- Karolina Kozak – chórek (3, 10)
- Irena Kijewska – chórek (3), głos dodatkowy (4)
- Tomasz Kałwak – instrumenty klawiszowe (6, 10)
- Dominik Bukowski – wibrafon (2, 4, 7, 8, 12)
- Robert Kubiszyn – kontrabas (3, 6, 9, 12)
- Robert Luty – perkusja (3, 6, 9), instrumenty perkusyjne (5, 6, 8, 9), mini perkusja (3), kanapa (5)
- Miksowanie: Rafał Smoleń / Mastering: Andrzej Smolik
- Projekt graficzny: Macio Moretti
- Produkcja muzyczna: Bogdan Kondracki, Marek Napiórkowski, Dorota Miśkiewicz